# Tschierv
Tschierv (, toponimo romancio; in tedesco Cierfs, desueto, ufficiale fino al 1943) è una frazione di 172 abitanti del comune svizzero di Val Müstair, nella regione Engiadina Bassa/Val Müstair (Canton Grigioni).

## Geografia fisica
Tschierv è situato in Val Monastero, sul lato sinistro del rio Ram, geograficamente appartenente al bacino idrologico del fiume Adige; dista 81 km da Merano e 117 km da Coira. Il punto più elevato del territorio è la cima del Piz Tavrü (3 168 m s.l.m.), sul confine con Scuol.

## Origini del nome
Il nome del paese significa cervo in romancio; l'immagine del cervo è anche rappresentata nello stemma.

## Storia
Già comune autonomo istituito nel 1854 e che si estendeva per 42,57 km², è formato dagli insediamenti di Aintasom-Tschierv, Chasuras, Orasom-Tschierv e Plaz; il 1º gennaio 2009 è stato accorpato agli altri comuni soppressi di Fuldera, Lü, Müstair, Santa Maria Val Müstair e Valchava per formare il nuovo comune di Val Müstair.

## Monumenti e luoghi d'interesse

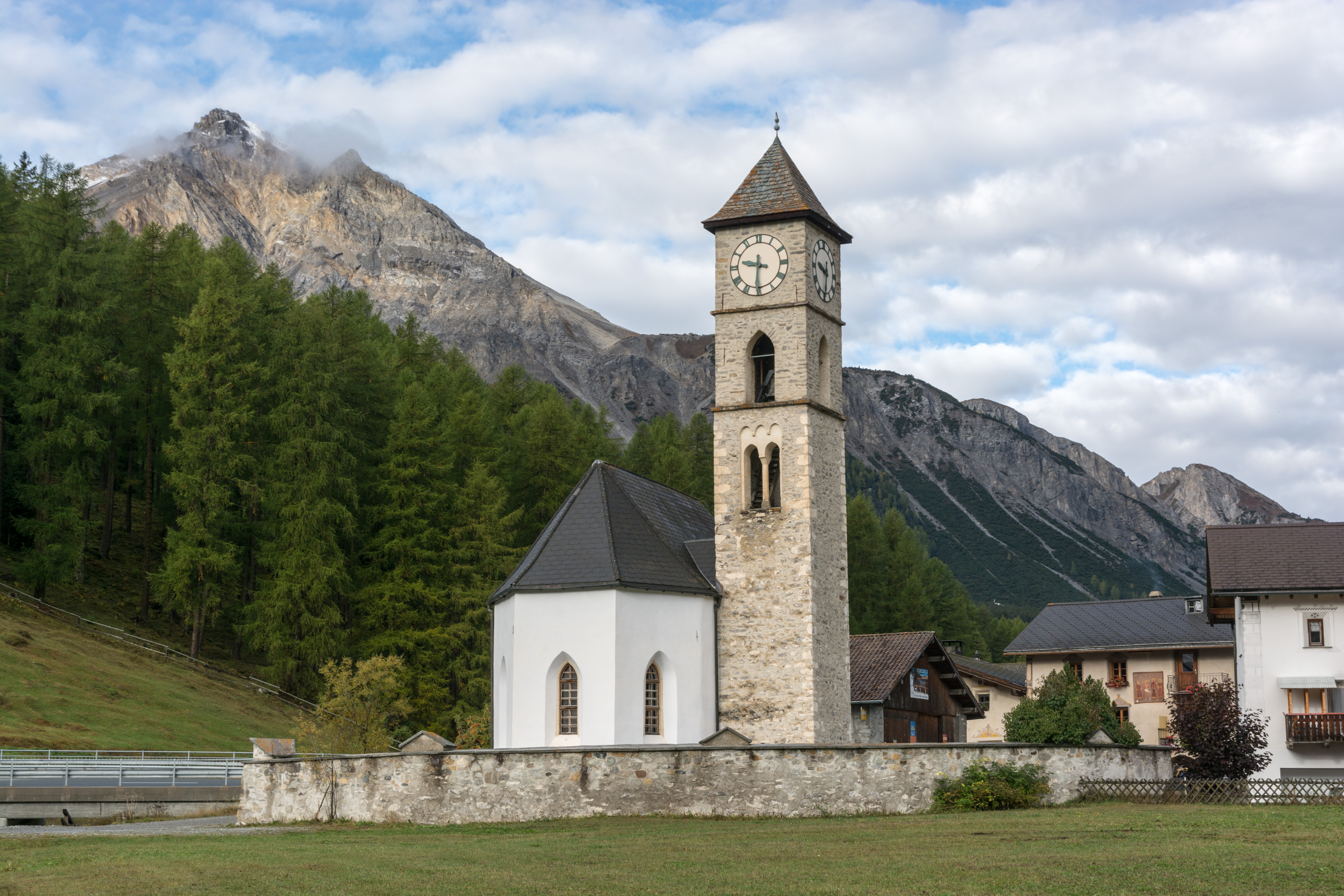
La chiesa riformata

- Chiesa riformata, eretta nel 1471[1].

## Società

### Evoluzione demografica
L'evoluzione demografica è riportata nella seguente tabella:
Abitanti censiti

## Economia

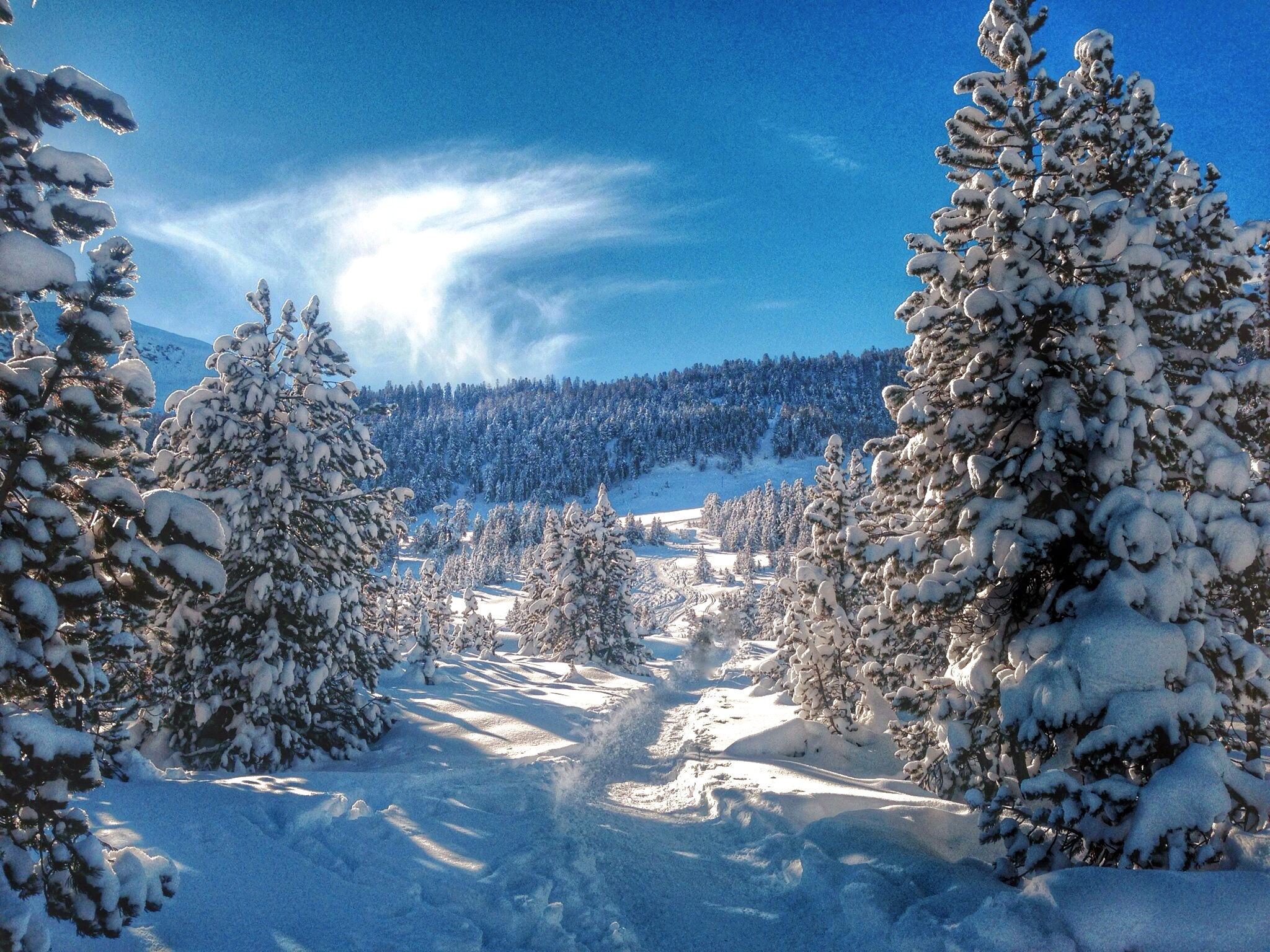
L'alpe Buffalora innevata

Tschierv è una località di villeggiatura estiva (escursionismo nel Parco nazionale svizzero) e invernale (stazione sciistica di Mischuns, sviluppatasi dal 1976).

## Infrastrutture e trasporti
Le stazioni ferroviarie più vicine sono quelle di Malles Venosta (23 km), sulla ferrovia della Val Venosta, e di Zernez (28 km) della Ferrovia Retica, sulla linea Pontresina-Scuol.